# Bundestagswahlkreis Leipzig II
Der Wahlkreis Leipzig II (Wahlkreis 152; bis zur Bundestagswahl 2021 Wahlkreis 153) ist ein Bundestagswahlkreis in Sachsen. Er umfasst die Stadtbezirke Mitte, Süd, Südost, Südwest und West der kreisfreien Stadt Leipzig.

## Wahlkreisgeschichte
| Wahl      | Wahlkreisname  | Gebiet                                               |
| --------- | -------------- | ---------------------------------------------------- |
| 1990–1998 | 310 Leipzig II | alte Stadtbezirke Süd-Ost, Süd, Süd-West und West II |
| 2002–2009 | 154 Leipzig II | Stadtbezirke Mitte, Süd, Südost, Südwest und West    |
| 2013–2021 | 153 Leipzig II | Stadtbezirke Mitte, Süd, Südost, Südwest und West    |
| 2025–     | 152 Leipzig II | Stadtbezirke Mitte, Süd, Südost, Südwest und West    |

## Wahlkreisabgeordnete
| Wahl | Abgeordneter | Abgeordneter      | Partei | Stimmen in % |
| ---- | ------------ | ----------------- | ------ | ------------ |
| 1990 |              | Gerhard Schulz    | CDU    | 36,8         |
| 1994 | 36,1         | Gerhard Schulz    | CDU    |              |
| 1998 |              | Gunter Weißgerber | SPD    | 36,7         |
| 2002 | 39,9         | Gunter Weißgerber | SPD    |              |
| 2005 | 35,3         | Gunter Weißgerber | SPD    |              |
| 2009 |              | Thomas Feist      | CDU    | 28,8         |
| 2013 | 34,3         | Thomas Feist      | CDU    |              |
| 2017 |              | Sören Pellmann    | LINKE  | 25,3         |
| 2021 | 22,8         | Sören Pellmann    | LINKE  |              |
| 2025 | 36,8         | Sören Pellmann    | LINKE  |              |

## Wahlergebnisse

### Bundestagswahl 2025
| Kandidaten                                             | Kandidaten                  | Parteien/Listen       | Erststimmen | Erststimmen | Zweitstimmen | Zweitstimmen |
| Kandidaten                                             | Kandidaten                  | Parteien/Listen       | Stimmen     | %           | Stimmen      | %            |
| ------------------------------------------------------ | --------------------------- | --------------------- | ----------- | ----------- | ------------ | ------------ |
|                                                        | Nadja Sthamer               | SPD                   | 16.615      | 8,5         | 21.933       | 11,2         |
|                                                        | Dietmar Link                | CDU                   | 31.270      | 16,0        | 30.753       | 15,8         |
|                                                        | Paula Piechotta             | Bündnis 90/Die Grünen | 19.954      | 10,2        | 31.717       | 16,2         |
|                                                        | Peter Jess                  | FDP                   | 3.987       | 2,0         | 6.130        | 3,1          |
|                                                        | Christoph Neumann           | AfD                   | 36.549      | 18,7        | 36.425       | 18,7         |
|                                                        | Sören Pellmanngewählt im WK | Die Linke             | 71.811      | 36,8        | 46.694       | 23,9         |
|                                                        | Matthias Binner             | Freie Wähler          | 2.005       | 1,0         | 1.482        | 0,8          |
|                                                        | –                           | Tierschutzpartei      | –           | –           | 1.990        | 1,0          |
|                                                        | Josephine Jannack           | Die PARTEI            | 2.058       | 1,1         | 1.465        | 0,8          |
|                                                        | –                           | Piraten               | –           | –           | 296          | 0,2          |
|                                                        | –                           | Volt                  | –           | –           | 1.847        | 0,9          |
|                                                        | Caspar Martin Schneiders    | PdH                   | 407         | 0,2         | 256          | 0,1          |
|                                                        | –                           | MLPD                  | –           | –           | 96           | 0,0          |
|                                                        | Alexej Trunow               | Bündnis Deutschland   | 394         | 0,2         | 336          | 0,2          |
|                                                        | Eric Recke                  | BSW                   | 10.113      | 5,2         | 13.823       | 7,1          |
| Gesamt                                                 | Gesamt                      | Gesamt                | 195.163     | 100         | 195.243      | 100          |
|                                                        |                             |                       |             |             |              |              |
| Ungültige Stimmen                                      | Ungültige Stimmen           | Ungültige Stimmen     | 817         | 0,4         | 737          | 0,4          |
| Wähler                                                 | Wähler                      | Wähler                | 195.980     | 84,2        | 195.980      | 84,2         |
| Wahlberechtigte                                        | Wahlberechtigte             | Wahlberechtigte       | 232.750     |             | 232.750      |              |
|                                                        |                             |                       |             |             |              |              |
| Quellen: Die Bundeswahlleiterin, Kandidaten – Ergebnis |                             |                       |             |             |              |              |

### Bundestagswahl 2021
| Kandidaten                     | Kandidaten                  | Parteien/Listen      | Erststimmen | Erststimmen | Zweitstimmen | Zweitstimmen |
| Kandidaten                     | Kandidaten                  | Parteien/Listen      | Stimmen     | %           | Stimmen      | %            |
| ------------------------------ | --------------------------- | -------------------- | ----------- | ----------- | ------------ | ------------ |
|                                | Siegbert Droese             | AfD                  | 20.667      | 11,5        | 20.213       | 11,2         |
|                                | Jessica Heller              | CDU                  | 29.538      | 16,5        | 23.561       | 13,1         |
|                                | Sören Pellmanngewählt im WK | Die Linke            | 40.938      | 22,8        | 26.472       | 14,7         |
|                                | Nadja Sthamer               | SPD                  | 29.731      | 16,6        | 37.634       | 20,9         |
|                                | Peter Jess                  | FDP                  | 13.271      | 7,4         | 17.439       | 9,7          |
|                                | Paula Piechotta             | GRÜNE                | 32.995      | 18,4        | 38.264       | 21,3         |
|                                | −                           | Tierschutzpartei     | –           | –           | 3.489        | 1,9          |
|                                | Thomas Kumbernuß            | Die PARTEI           | 4.374       | 2,4         | 3.307        | 1,8          |
|                                | –                           | NPD                  | –           | –           | 218          | 0,1          |
|                                | André Soudah                | FREIE WÄHLER         | 2.591       | 1,4         | 2.188        | 1,2          |
|                                | Thomas Köhler               | PIRATEN              | 923         | 0,5         | 881          | 0,5          |
|                                | Tobias Kretschmer           | ÖDP                  | 635         | 0,4         | 383          | 0,2          |
|                                | –                           | V-Partei³            | –           | –           | 353          | 0,2          |
|                                | Philipp Gäbel               | MLPD                 | 273         | 0,2         | 197          | 0,1          |
|                                | Matti Rabold                | dieBasis             | 2.786       | 1,6         | 2.564        | 1,4          |
|                                | –                           | Bündnis C            | –           | –           | 192          | 0,1          |
|                                | −                           | III. Weg             | –           | –           | 159          | 0,1          |
|                                | –                           | DKP                  | –           | –           | 177          | 0,1          |
|                                | Jonas Lehn                  | Die Humanisten       | 573         | 0,3         | 402          | 0,2          |
|                                | –                           | Gesundheitsforschung | –           | –           | 438          | 0,2          |
|                                | –                           | Team Todenhöfer      | –           | –           | 589          | 0,3          |
|                                | –                           | Volt                 | –           | –           | 719          | 0,4          |
|                                | Ulrika Schöllner            | Einzelbewerberin     | 164         | 0,1         | –            | –            |
| Gesamt                         | Gesamt                      | Gesamt               | 179.459     | 100         | 179.837      | 100          |
|                                |                             |                      |             |             |              |              |
| Ungültige Stimmen              | Ungültige Stimmen           | Ungültige Stimmen    | 1.421       | 0,8         | 1.043        | 0,6          |
| Wähler                         | Wähler                      | Wähler               | 180.880     | 78,2        | 180.880      | 78,2         |
| Wahlberechtigte                | Wahlberechtigte             | Wahlberechtigte      | 231.178     |             | 231.178      |              |
|                                |                             |                      |             |             |              |              |
| Quellen: Der Bundeswahlleiter, |                             |                      |             |             |              |              |

Sören Pellmann konnte sein Direktmandat, welches er 2017 erstmals gewonnen hatte, verteidigen. Das Erststimmenergebnis war zwar im Vergleich zu 2017 niedriger, lag  aber dennoch deutlich vor den Erststimmenergebnissen der übrigen Kandidatinnen und Kandidaten. Seinem Direktmandat kam darüber hinaus eine besondere Bedeutung zu, da es eines der drei Direktmandate für Die Linke war (neben denen von Gesine Lötzsch und Gregor Gysi), die aufgrund der Grundmandatsklausel dafür sorgten, dass Die Linke trotz des Unterschreitens der 5-Prozent-Hürde bei der Bundestagswahl im 20. Deutschen Bundestag weiterhin in Fraktionsstärke vertreten war.

Über die jeweiligen Landeslisten wurden außerdem in den Deutschen Bundestag gewählt:
- Nadja Sthamer (SPD), Listenplatz 6
- Paula Piechotta (Grüne), Listenplatz 1

### Bundestagswahl 2017
| Kandidaten                     | Kandidaten                  | Parteien/Listen   | Erststimmen | Erststimmen | Zweitstimmen | Zweitstimmen |
| Kandidaten                     | Kandidaten                  | Parteien/Listen   | Stimmen     | %           | Stimmen      | %            |
| ------------------------------ | --------------------------- | ----------------- | ----------- | ----------- | ------------ | ------------ |
|                                | Thomas Feist                | CDU               | 42.778      | 24,6        | 38.111       | 21,9         |
|                                | Sören Pellmanngewählt im WK | Die Linke         | 43.948      | 25,3        | 39.058       | 22,5         |
|                                | Jens Katzek                 | SPD               | 23.787      | 13,7        | 22.725       | 13,1         |
|                                | Siegbert Droese             | AfD               | 25.968      | 15,0        | 27.774       | 16,0         |
|                                | Monika Lazar                | Grüne             | 17.273      | 9,9         | 18.154       | 10,4         |
|                                | −                           | NPD               | –           | –           | 678          | 0,4          |
|                                | Friedrich Vosberg           | FDP               | 10.052      | 5,8         | 14.866       | 8,6          |
|                                | Ute Elisabeth Gabelmann     | Piraten           | 1.325       | 0,8         | 967          | 0,6          |
|                                | Karsten Kietz               | Freie Wähler      | 2.034       | 1,2         | 1.302        | 0,7          |
|                                | Karsten Werner              | BüSo              | 380         | 0,2         | 199          | 0,1          |
|                                | Gudrun Kimmerle             | MLPD              | 407         | 0,2         | 258          | 0,1          |
|                                | −                           | BGE               | –           | –           | 1.175        | 0,7          |
|                                | −                           | DiB               | –           | –           | 884          | 0,5          |
|                                | −                           | ÖDP               | –           | –           | 376          | 0,2          |
|                                | Mathias Haschke             | Die PARTEI        | 5.191       | 3,0         | 4.203        | 2,4          |
|                                | −                           | Tierschutzpartei  | –           | –           | 2.555        | 1,5          |
|                                | −                           | V-Partei³         | –           | –           | 499          | 0,3          |
|                                | Frank Roeder                | Einzelbewerber    | 493         | 0,3         | –            | –            |
| Gesamt                         | Gesamt                      | Gesamt            | 173.636     | 100         | 173.784      | 100          |
|                                |                             |                   |             |             |              |              |
| Ungültige Stimmen              | Ungültige Stimmen           | Ungültige Stimmen | 1.562       | 0,9         | 1.414        | 0,8          |
| Wähler                         | Wähler                      | Wähler            | 175.198     | 76,9        | 175.198      | 76,9         |
| Wahlberechtigte                | Wahlberechtigte             | Wahlberechtigte   | 227.718     |             | 227.718      |              |
|                                |                             |                   |             |             |              |              |
| Quellen: Der Bundeswahlleiter, |                             |                   |             |             |              |              |

Sören Pellmann wurde mit 25,3 % der Erststimmen mit dem niedrigsten Erststimmen-Prozentsatz aller Direktmandatäre der Linken gewählt, mit dem zweitniedrigsten Erststimmen-Prozentsatz aller Direktmandatäre bundesweit (nach Eva Högl im Bundestagswahlkreis Berlin-Mitte) und mit sehr geringem Vorsprung von 0,7 % gegenüber dem Zweitplatzierten. Nachdem die CDU bereits ohne ein Direktmandat in Leipzig II Überhangmandate erzielt hat, hat seine Wahl in der Tendenz einer Aufblähung des Bundestags durch zusätzliche Mandate für die CDU und durch Ausgleichsmandate für andere Parteien entgegengewirkt.

### Bundestagswahl 2013
| Kandidaten                     | Kandidaten                | Parteien/Listen   | Erststimmen | Erststimmen | Zweitstimmen | Zweitstimmen |
| Kandidaten                     | Kandidaten                | Parteien/Listen   | Stimmen     | %           | Stimmen      | %            |
| ------------------------------ | ------------------------- | ----------------- | ----------- | ----------- | ------------ | ------------ |
|                                | Thomas Feistgewählt im WK | CDU               | 52.077      | 34,3        | 49.553       | 32,6         |
|                                | Mike Nagler               | Die Linke         | 37.750      | 24,9        | 34.302       | 22,5         |
|                                | Wolfgang Tiefensee        | SPD               | 35.515      | 23,4        | 28.778       | 18,9         |
|                                | Holger Krahmer            | FDP               | 2.237       | 1,5         | 4.583        | 3,0          |
|                                | Monika Lazar              | Grüne             | 13.732      | 9,0         | 17.075       | 11,2         |
|                                | Matthias Koch             | NPD               | 3.096       | 2,0         | 2.207        | 1,5          |
|                                | Karsten Werner            | BüSo              | 1.192       | 0,8         | 349          | 0,2          |
|                                | −                         | MLPD              | –           | –           | 221          | 0,1          |
|                                | −                         | AfD               | –           | –           | 7.702        | 5,1          |
|                                | −                         | pro Deutschland   | –           | –           | 383          | 0,3          |
|                                | −                         | Freie Wähler      | –           | –           | 1.137        | 0,7          |
|                                | Sebastian Czich           | Piraten           | 3.914       | 2,6         | 5.897        | 3,9          |
|                                | Mathias Haschke           | Die Partei        | 2.347       | 1,5         | –            | –            |
| Gesamt                         | Gesamt                    | Gesamt            | 151.860     | 100         | 152.187      | 100          |
|                                |                           |                   |             |             |              |              |
| Ungültige Stimmen              | Ungültige Stimmen         | Ungültige Stimmen | 2.075       | 1,3         | 1.748        | 1,1          |
| Wähler                         | Wähler                    | Wähler            | 153.935     | 70,0        | 153.935      | 70,0         |
| Wahlberechtigte                | Wahlberechtigte           | Wahlberechtigte   | 219.865     |             | 219.865      |              |
|                                |                           |                   |             |             |              |              |
| Quellen: Der Bundeswahlleiter, |                           |                   |             |             |              |              |

### Bundestagswahl 2009
| Kandidaten                     | Kandidaten                | Parteien/Listen   | Erststimmen | Erststimmen | Zweitstimmen | Zweitstimmen |
| Kandidaten                     | Kandidaten                | Parteien/Listen   | Stimmen     | %           | Stimmen      | %            |
| ------------------------------ | ------------------------- | ----------------- | ----------- | ----------- | ------------ | ------------ |
|                                | Thomas Feistgewählt im WK | CDU               | 41.101      | 28,8        | 37.304       | 26,1         |
|                                | Wolfgang Tiefensee        | SPD               | 32.841      | 23,0        | 26.133       | 18,3         |
|                                | Mike Nagler               | Die Linke.        | 36.117      | 25,3        | 36.431       | 25,5         |
|                                | Cornelius Janßen          | FDP               | 10.505      | 7,4         | 16.983       | 11,9         |
|                                | Monika Lazar              | GRÜNE             | 17.345      | 12,2        | 20.998       | 14,7         |
|                                | Holger Odenthal           | NPD               | 3.094       | 2,2         | 3.119        | 2,2          |
|                                | Karsten Werner            | BüSo              | 1.674       | 1,2         | 1.203        | 0,8          |
|                                | –                         | REP               | –           | –           | 248          | 0,2          |
|                                | –                         | MLPD              | –           | –           | 376          | 0,3          |
| Gesamt                         | Gesamt                    | Gesamt            | 142.677     | 100         | 142.795      | 100          |
|                                |                           |                   |             |             |              |              |
| Ungültige Stimmen              | Ungültige Stimmen         | Ungültige Stimmen | 1.904       | 1,3         | 1.786        | 1,2          |
| Wähler                         | Wähler                    | Wähler            | 144.581     | 67,9        | 144.581      | 67,9         |
| Wahlberechtigte                | Wahlberechtigte           | Wahlberechtigte   | 212.804     |             | 212.804      |              |
|                                |                           |                   |             |             |              |              |
| Quellen: Der Bundeswahlleiter, |                           |                   |             |             |              |              |

### Bundestagswahl 2005
| Kandidaten                     | Kandidaten                     | Parteien/Listen   | Erststimmen | Erststimmen | Zweitstimmen | Zweitstimmen |
| Kandidaten                     | Kandidaten                     | Parteien/Listen   | Stimmen     | %           | Stimmen      | %            |
| ------------------------------ | ------------------------------ | ----------------- | ----------- | ----------- | ------------ | ------------ |
|                                | Alexander Achimow              | CDU               | 38.545      | 25,6        | 35.098       | 23,3         |
|                                | Gunter Weißgerbergewählt im WK | SPD               | 53.181      | 35,3        | 49.115       | 32,5         |
|                                | Volker Külow                   | Die Linke.        | 33.881      | 22,5        | 33.969       | 22,5         |
|                                | Ulrich Keßler                  | FDP               | 7.141       | 4,7         | 11.512       | 7,6          |
|                                | Monika Lazar                   | GRÜNE             | 10.787      | 7,2         | 15.038       | 10,0         |
|                                | Helmut Herrmann                | NPD               | 3.502       | 2,3         | 3.305        | 2,2          |
|                                | –                              | REP               | –           | –           | 283          | 0,2          |
|                                | −                              | PBC               | –           | –           | 353          | 0,2          |
|                                | Thomas Rottmair                | BüSo              | 1.135       | 0,8         | 724          | 0,5          |
|                                | –                              | AGFG              | –           | –           | 942          | 0,6          |
|                                | –                              | MLPD              | –           | –           | 234          | 0,2          |
|                                | –                              | PSG               | –           | –           | 365          | 0,2          |
|                                | Kilian Springer                | APPD              | 1.026       | 0,7         | –            | –            |
|                                | Karl-Heinz Obser               | DSU               | 373         | 0,2         | –            | –            |
|                                | Lothar Krägelin                | Einzelbewerber    | 1.110       | 0,7         | –            | –            |
| Gesamt                         | Gesamt                         | Gesamt            | 150.681     | 100         | 150.938      | 100          |
|                                |                                |                   |             |             |              |              |
| Ungültige Stimmen              | Ungültige Stimmen              | Ungültige Stimmen | 2.205       | 1,4         | 1.948        | 1,3          |
| Wähler                         | Wähler                         | Wähler            | 152.886     | 75,4        | 152.886      | 75,4         |
| Wahlberechtigte                | Wahlberechtigte                | Wahlberechtigte   | 202.762     |             | 202.762      |              |
|                                |                                |                   |             |             |              |              |
| Quellen: Der Bundeswahlleiter, |                                |                   |             |             |              |              |

### Bundestagswahl 2002
| Kandidaten                     | Kandidaten                     | Parteien/Listen   | Erststimmen | Erststimmen | Zweitstimmen | Zweitstimmen |
| Kandidaten                     | Kandidaten                     | Parteien/Listen   | Stimmen     | %           | Stimmen      | %            |
| ------------------------------ | ------------------------------ | ----------------- | ----------- | ----------- | ------------ | ------------ |
|                                | Alexander Achimow              | CDU               | 34.811      | 23,9        | 33.166       | 22,7         |
|                                | Gunter Weißgerbergewählt im WK | SPD               | 58.113      | 39,9        | 59.255       | 40,6         |
|                                | Gustav Adolf Schur             | PDS               | 34.106      | 23,4        | 26.024       | 17,8         |
|                                | Christian Scheibler            | GRÜNE             | 8.451       | 5,8         | 13.267       | 9,1          |
|                                | Helge Löbler                   | FDP               | 9.175       | 6,3         | 9.508        | 6,5          |
|                                | –                              | REP               | –           | –           | 632          | 0,4          |
|                                | –                              | NPD               | –           | –           | 1.002        | 0,7          |
|                                | −                              | PBC               | –           | –           | 388          | 0,3          |
|                                | –                              | GRAUE             | –           | –           | 814          | 0,6          |
|                                | –                              | BüSo              | –           | –           | 265          | 0,2          |
|                                | –                              | Schill            | –           | –           | 1.709        | 1,2          |
|                                | Hartmut Bolte                  | DSU               | 878         | 0,6         | –            | –            |
| Gesamt                         | Gesamt                         | Gesamt            | 145.534     | 100         | 146.030      | 100          |
|                                |                                |                   |             |             |              |              |
| Ungültige Stimmen              | Ungültige Stimmen              | Ungültige Stimmen | 2.187       | 1,5         | 1.691        | 1,1          |
| Wähler                         | Wähler                         | Wähler            | 147.721     | 74,7        | 147.721      | 74,7         |
| Wahlberechtigte                | Wahlberechtigte                | Wahlberechtigte   | 197.871     |             | 197.871      |              |
|                                |                                |                   |             |             |              |              |
| Quellen: Der Bundeswahlleiter, |                                |                   |             |             |              |              |

### Bundestagswahl 1998
| Kandidaten                     | Kandidaten                     | Parteien/Listen     | Erststimmen | Erststimmen | Zweitstimmen | Zweitstimmen |
| Kandidaten                     | Kandidaten                     | Parteien/Listen     | Stimmen     | %           | Stimmen      | %            |
| ------------------------------ | ------------------------------ | ------------------- | ----------- | ----------- | ------------ | ------------ |
|                                | Gerhard Schulz                 | CDU                 | 32.929      | 25,5        | 30.635       | 23,7         |
|                                | Gunter Weißgerbergewählt im WK | SPD                 | 47.409      | 36,7        | 47.915       | 37,0         |
|                                | Gustav-Adolf Schur             | PDS                 | 33.809      | 26,1        | 28.915       | 22,3         |
|                                | Werner Schulz                  | GRÜNE               | 8.382       | 6,5         | 9.051        | 7,0          |
|                                | Wolfgang Lingk                 | F.D.P.              | 2.472       | 1,9         | 4.152        | 3,2          |
|                                | –                              | BüSo                | –           | –           | 65           | 0,1          |
|                                | –                              | BFB – Die Offensive | –           | –           | 247          | 0,2          |
|                                | –                              | Chance 2000         | –           | –           | 463          | 0,4          |
|                                | –                              | DVU                 | –           | –           | 2.211        | 1,7          |
|                                | −                              | GRAUE               | –           | –           | 498          | 0,4          |
|                                | Wilfried Hein                  | REP                 | 2.621       | 2,0         | 1.162        | 0,9          |
|                                | –                              | Pro DM              | –           | –           | 2.687        | 2,1          |
|                                | −                              | NPD                 | –           | –           | 1.128        | 0,9          |
|                                | –                              | ödp                 | –           | –           | 121          | 0,1          |
|                                | −                              | PBC                 | –           | –           | 200          | 0,2          |
|                                | Monika Schönemann              | DSU                 | 711         | 0,5         | –            | –            |
|                                | Waltraud Zorn                  | MLPD                | 174         | 0,1         | –            | –            |
|                                | Carl Jesche                    | FORUM               | 824         | 0,6         | –            | –            |
| Gesamt                         | Gesamt                         | Gesamt              | 129.331     | 100         | 129.450      | 100          |
|                                |                                |                     |             |             |              |              |
| Ungültige Stimmen              | Ungültige Stimmen              | Ungültige Stimmen   | 1.543       | 1,2         | 1.424        | 1,1          |
| Wähler                         | Wähler                         | Wähler              | 130.874     | 77,0        | 130.874      | 77,0         |
| Wahlberechtigte                | Wahlberechtigte                | Wahlberechtigte     | 170.054     |             | 170.054      |              |
|                                |                                |                     |             |             |              |              |
| Quellen: Der Bundeswahlleiter, |                                |                     |             |             |              |              |

### Bundestagswahl 1994
| Kandidaten                     | Kandidaten                  | Parteien/Listen   | Erststimmen | Erststimmen | Zweitstimmen | Zweitstimmen |
| Kandidaten                     | Kandidaten                  | Parteien/Listen   | Stimmen     | %           | Stimmen      | %            |
| ------------------------------ | --------------------------- | ----------------- | ----------- | ----------- | ------------ | ------------ |
|                                | Gerhard Schulzgewählt im WK | CDU               | 45.807      | 36,1        | 44.214       | 34,8         |
|                                | –                           | SPD               | 38.500      | 30,4        | 38.933       | 30,6         |
|                                | –                           | PDS               | 27.232      | 21,5        | 27.684       | 21,8         |
|                                | –                           | GRÜNE             | 8.754       | 6,9         | 8.903        | 7,0          |
|                                | –                           | F.D.P.            | 3.850       | 3,0         | 4.903        | 3,9          |
|                                | –                           | GRAUE             | –           | –           | 770          | 0,6          |
|                                | –                           | REP               | –           | –           | 1.183        | 0,9          |
|                                | –                           | MLPD              | 126         | 0,1         | 53           | 0,0          |
|                                | –                           | ÖDP               | –           | –           | 275          | 0,2          |
|                                | –                           | PBC               | –           | –           | 199          | 0,2          |
|                                | –                           | Wählergruppierung | 2.562       | 2,0         | –            | –            |
| Gesamt                         | Gesamt                      | Gesamt            | 126.831     | 100         | 127.117      | 100          |
|                                |                             |                   |             |             |              |              |
| Ungültige Stimmen              | Ungültige Stimmen           | Ungültige Stimmen | 1.333       | 1,0         | 1.047        | 0,8          |
| Wähler                         | Wähler                      | Wähler            | 128.164     | 67,8        | 128.164      | 67,8         |
| Wahlberechtigte                | Wahlberechtigte             | Wahlberechtigte   | 189.140     |             | 189.140      |              |
|                                |                             |                   |             |             |              |              |
| Quellen: Der Bundeswahlleiter, |                             |                   |             |             |              |              |

### Bundestagswahl 1990
| Kandidaten                  | Kandidaten                  | Parteien/Listen   | Erststimmen | Erststimmen | Zweitstimmen | Zweitstimmen |
| Kandidaten                  | Kandidaten                  | Parteien/Listen   | Stimmen     | %           | Stimmen      | %            |
| --------------------------- | --------------------------- | ----------------- | ----------- | ----------- | ------------ | ------------ |
|                             | Gerhard Schulzgewählt im WK | CDU               | 52.860      | 36,8        | 52.816       | 36,7         |
|                             | Gunter Weißgerber           | SPD               | 35.257      | 24,6        | 33.865       | 23,5         |
|                             | Klaus Hesse                 | PDS               | 17.625      | 12,3        | 17.196       | 11,9         |
|                             | Helga Effenberger           | DSU               | 2.631       | 1,8         | 1.501        | 1,0          |
|                             | Bernd Fraunholz             | F.D.P.            | 16.012      | 11,2        | 21.646       | 15,0         |
|                             | Jochen Läßig                | GRÜNE             | 16.447      | 11,5        | 13.427       | 9,3          |
|                             | –                           | BSA               | –           | –           | 28           | 0,0          |
|                             | −                           | LIGA              | –           | –           | 175          | 0,1          |
|                             | –                           | DIE GRAUEN        | –           | –           | 1.449        | 1,0          |
|                             | –                           | REP               | –           | –           | 997          | 0,7          |
|                             | –                           | KPD               | –           | –           | 60           | 0,0          |
|                             | Werner Guttentag            | NPD               | 619         | 0,4         | 439          | 0,3          |
|                             | –                           | ÖDP               | –           | –           | 225          | 0,2          |
|                             | –                           | Patrioten         | –           | –           | 8            | 0,0          |
|                             | –                           | SpAD              | –           | –           | 17           | 0,0          |
|                             | −                           | VAA               | –           | –           | 98           | 0,1          |
|                             | Joachim Siegerist           | Konservative      | 2.042       | 1,4         | –            | –            |
| Gesamt                      | Gesamt                      | Gesamt            | 143.493     | 100         | 143.945      | 100          |
|                             |                             |                   |             |             |              |              |
| Ungültige Stimmen           | Ungültige Stimmen           | Ungültige Stimmen | 2.008       | 1,4         | 1.556        | 1,1          |
| Wähler                      | Wähler                      | Wähler            | 145.501     | 71,6        | 145.501      | 71,6         |
| Wahlberechtigte             | Wahlberechtigte             | Wahlberechtigte   | 203.228     |             | 203.228      |              |
|                             |                             |                   |             |             |              |              |
| Quellen: Statistik Sachsen, |                             |                   |             |             |              |              |